# مایکل پی. اندرسون
مایکل پی. اندرسون (به انگلیسی: Michael Phillip Anderson) فضانورد اهل ایالات متحده آمریکا است که در ۲۵ دسامبر ۱۹۵۹ میلادی در پلاتس بورگ، نیویورک زاده شد. وی در مأموریت اس‌تی‌اس-۸۹، اس‌تی‌اس-۱۰۷ حضور داشته است.